# Historia del uniforme del Club Atlético Lanús

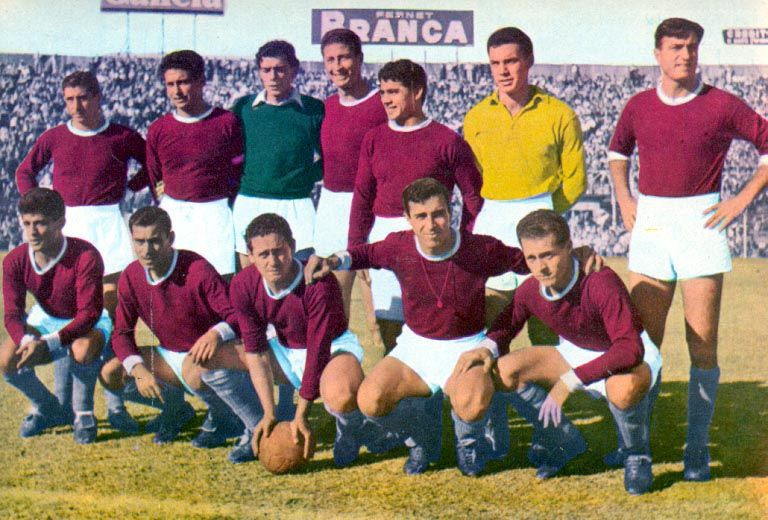
Formación de Lanús con su tradicional camiseta.

## Uniforme titular
En los primeros años utilizaba una camiseta de color rojo, razón por la cual se lo llamaba "el equipo rojo del sur". Otra versión sugiere que en realidad los dirigentes buscaban diferenciarse del resto de los equipos por medio del color bordó, pero ante la imposibilidad de conseguir indumentaria con el mencionado color, se comenzó a utilizar la camiseta roja, con cuello y puños blancos. Existe además la creencia de que el Pontevedra Club de Fútbol de España inspiró con su color granate a algunos socios fundadores de Lanús, quienes eran originarios de la ciudad homónima. La teoría parece inconsistente, pues el club español recién sería fundado en 1941, mientras que Lanús comenzó a utilizar la camiseta granate en 1928. Sin embargo, el Pontevedra Athletic Club (equipo anterior de la misma localidad gallega) ya vestía camiseta granate desde 1918. En la primera versión del himno del club, se puede leer la frase "casaca roja que tantos triunfos supo conquistar", luego fue reescrito en la década del 50, reemplazando la línea por "tu casaca Granate me fascina". Desde 2012 cada 10 años, por el aniversario de la Guerra de las Malvinas, la camiseta luce el memorial de los Héroes que combatieron la Guerra entre Argentina y Reino Unido.

### Evolución
| 1915 | 1915 | 1920-80 | 1981-82 | 1983 | 1984-86 | 1986-88 | 1988-90 | 1990-92 | 1992-93 | 1993-94 |  |

| 1995 | 1995 | 1996 | 1996-97 | 1998 | 1999-2000 | 2001-02 | 2002-03 | 2004 | 2005 | 2006 |  |

| 2007 | 2008 | 2009 | 2009-10 | 2011-12 | 2012-13 | 2013-14 | 2014-15 | 2016 | 2016-17 | 2017-18 |  |

| 2018 | 2018-19 | 2019-20 | 2021 | 2022 | 2023 | 2023 | 2024 | 2025 |

## Uniforme alternativo
En lo que respecta al uniforme alternativo, su vestimenta alternativa es camiseta blanca con decoraciones granate, pantalones blancos y medias blancas.

### Evolución
| 1920 | 1981-82 | 1983 | 1984-86 | 1986-88 | 1988-90 | 1990-92 | 1992-93 | 1994-95 | 1995 |  |

| 1996 | 1996-97 | 1998 | 1999-2000 | 2001-02 | 2002-03 | 2004 | 2005 | 2006 | 2007 |  |

| 2008 | 2009 | 2009-10 | 2011-12 | 2012-13 | 2013-14 | 2014-15 | 2016 | 2016-17 | 2017-18 |  |

| 2018 | 2018-19 | 2019-20 | 2021 | 2022 | 2023 | 2024 | 2025 |

## Uniforme tercero
| 1999-2000 | 2001-02 | 2007 | 2009 | 2010 | 2011 | 2013-14 | 2014-15 | 2017-18 | 2018-19 | 2020-21 |  |

| 2021 | 2023 |

## Otras equipaciones
Algunos modelos especiales utilizados por Lanús son los siguientes.

### Evolución
| 1999 | Sudamericana 2007 | Especial Lanús campeón 2007 | Libertadores 2008 | Libertadores 2008 |
| ---- | ----------------- | --------------------------- | ----------------- | ----------------- |
|      |                   |                             |                   |                   |

| Libertadores 2009 | Libertadores 2010 | Sudamericana 2011 | Sudamericana 2013 | Recopa Sudamericana 2014 |
| ----------------- | ----------------- | ----------------- | ----------------- | ------------------------ |
|                   |                   |                   |                   |                          |

### Camisetas del Centenario
Las Camisetas del Centenario son una serie de camisetas históricas que la Comisión Del Centenario del Club Atlético Lanús lanza como homenaje durante su camino al centenario del 2015. Hasta ahora se lanzaron 4 modelos, y se espera uno más.
| Esfuerzo 1927 | Básquet 50' 60' 70' | Talento 1956 | Elegancia y Sencillez 1964/68 |
| ------------- | ------------------- | ------------ | ----------------------------- |
|               |                     |              |                               |

## Proveedores y patrocinadores
| Período       | Logo | Proveedor      |
| ------------- | ---- | -------------- |
| 1978-1980     |      | Olimpia        |
| 1981-1988     |      | Topper         |
| 1988-1992     |      | Adidas         |
| 1992-1998     |      | Topper         |
| 1999-2001     |      | Kelme          |
| 2001-2003     |      | Le Coq Sportif |
| 2004-2006     |      | Mitre          |
| 2007-2009     |      | Signia         |
| 2009-2013     |      | Olympikus      |
| 2013-2016     |      | KDY            |
| 2016-2018     |      | Macron         |
| 2018-2021     |      | Peak           |
| 2022-2024     |      | Erreà          |
| 2025-presente |      | Umbro          |

| Período       | Logo | Patrocinador      |
| ------------- | ---- | ----------------- |
| 1987-1990     |      | Inca Seguros      |
| 1990-1993     |      | Dapsa             |
| 1993-1994     |      | Dacia             |
| 1995-1996     |      | Medicorp          |
| 1996-1998     |      | Topper            |
| 1999          | -    | (sin patrocinio)  |
| 1999-2000     |      | Grupo Royal       |
| 2000-2005     |      | Bingo Royal       |
| 2006-2010     |      | Bingo Lanús       |
| 2010-2012     |      | Herbalife         |
| 2012-2013     |      | Esco              |
| 2013-2014     |      | Cerámicas Lourdes |
| 2014–2019     |      | Yamaha            |
| 2019-2020     | -    | (sin patrocinio)  |
| 2020–presente |      | Mapei             |

| Período | Patrocinador                                             |
| ------- | -------------------------------------------------------- |
| 2009    | Megaflex (Sudamericana)                                  |
| 2014    | Fundación Club Atlético Lanús (Libertadores / Argentina) |
| 2017    | PES 2018 (Final Libertadores)                            |